# Jurij Lvovics Averbah
Jurij Lvovics Averbah, oroszul: Юрий Львович Авербах (Kaluga, 1922. február 8. – Moszkva, 2022. május 7.) orosz sakknagymester, világbajnokjelölt (1953), a Szovjetunió sakkbajnoka (1954), nemzetközi versenybíró, sakkfeladványszerző, sakktörténész és szakíró. Csapatban kétszeres Európa-bajnok. A Szovjetunió Sakkszövetségének elnöke (1972–1977), főtitkára, alelnöke.
Szakíróként is kiemelkedőt alkotott, kiváló, háromkötetes végjátékelméleti műve a legjobbak közé tartozik, számos nyelvre lefordították.
Ő volt az első százéves FIDE-nagymester. Annak ellenére, hogy látása és hallása romlott, továbbra is időt szentelt a sakkal kapcsolatos tevékenységeknek.
Végzettsége mérnök, a M.V. Bauman nevét viselő Moszkvai Állami Műszaki Egyetem Belsőégésű motorok tanszékén végzett, 1946-ban.

## Pályafutása
Hétéves kortól sakkozott. 1938-ban tűnt fel a középiskolások országos versenyén, ahol megnyerte a 15–16 évesek versenyét. 1944-ben Moszkva sakkbajnokságán a 6. helyet szerezte meg, ezzel érdemelte ki a sakkmester címet, majd 1949-ben Lilienthal Andor nagymester előtt, valamint 1950-ben és 1962-ben is megnyerte Moszkva sakkbajnokságát. 16 alkalommal szerepelt a Szovjetunió sakkbajnokságának döntőjében, amelyen 1954-ben az első helyet szerezte meg, megelőzve Mark Tajmanovot és Viktor Korcsnojt. 1956-ban Borisz Szpasszkijjal és Mark Tajmanovval az 1–3. helyen végzett, a holtverseny eldöntése során a 2. helyet szerezte meg. 1957-ben és 1965-ben a Szovjetunió csapatával Európa-bajnokságot nyert.
1952-ben szerezte meg a nemzetközi nagymester címet.

## Versenyeredményei
A Pribaltika bajnoka (1946), első helyezést ért el a Rjumin-emlékversenyen (1948). Első nemzetközi versenye az 1949-ben rendezett Moszkva–Budapest csapatmérkőzés volt 1949-ben. Számos nagy nemzetközi tornát nyert: 1. helyezett: Drezda (1956); Jakarta (1960, 1979); Adelaide (1960); Bécs (1961); Moszkva (1962); Rio de Janeiro (1965); Christchurch (1967); Bukarest (1971); Polanica Zdrój (1975; Rubinstein-emlékverseny). Az élmezőnyben szerepelt a következő rangos tornákon: Hastings (1959/1960) – 2–3.; Kiszlovodszk (1964) és Mar del Plata (1965) – 3.; Palma de Mallorca (1972) – 5-7.; Polanica Zdrój (1976) – 2-4.; Reggio Emilia (1977/78) – 2.; Manila (1979) – 3-5. helyezés.

## Sakkelméleti munkássága
A végjátékok mellett a megnyitáselméletben is maradandót alkotott. Erről tanúskodnak a róla elnevezett megnyitási változatok: 
- A királyindiai védelemben a „felgyorsított Averbah-változat” (ECO E70): 1.d4 Hf6 2.c4 g6 3.Hc3 Fg7 4.e4 d6 5.Fg5
- A nimzoindiai védelemben az Averbah-csel (ECO E30): 1.d4 Hf6 2.c4 e6 3.Hc3 Fb4 4.Fg5 h6 5.Fh4 c5 6.d5 b5
- A királyindiai védelem Averbah-változata (ECO E73): 1.d4 Hf6 2.c4 g6 3. Hc3 Fg7 4.e4 d6 5.Fe2 O-O 6.Fg5
- A vezérgyalogjáték (Modern védelem) Averbah-rendszere (ECO A41): 1.d4 g6 2.c4 Fg7 3. Hc3 d6 4.e4
- A vezérindiai védelem Averbah-változata (ECO E14): 1.d4 Hf6 2.c4 e6 3.Hf3 b6 4.e3 Fb7 5.Fd3 c5 6.O-O Fe7 7.b3 O-O 8.Fb2 cxd4 9.Hxd4
- A spanyol megnyitás Averbah-változata (ECO C87): 1.e4 e5 2.Hf3 Hc6 3.Fb5 a6 4.Fa4 Hf6 5.O-O Fe7 6.Be1 d6
- A királyindiai védelemben a semi-Averbah-rendszer (ECO E73): 1.d4 Hf6 2.c4 g6 3. Hc3 Fg7 4.e4 d6 5.Fe2 O-O 6.Fe3

## Sakkvezetői és versenybírói tevékenysége
A Szovjetunió Sakkszövetségében több posztot is betöltött, az elnöke volt 1972–1977 között, de volt főtitkára később alelnöke is. A Nemzetközi Sakkszövetségben a Végrehajtó Bizottság tagja, majd a minősítő bizottság elnöke volt. Főbíróként vezette a Garri Kaszparov–Nigel Short PCA világbajnoki döntőt, valamint ő volt 73 éves korában a Moszkvában rendezett 1994-es sakkolimpia főbírája is.

## Szakírói munkássága
Az 1950-es években jelent meg háromkötetes végjáték-enciklopédiája, amelyet 1979-től kezdődően ötkötetesre kiegészítve jelentetett meg. 1962-től a Sahmati v SzSzSzR (a lap 1992-től a Sahmati v Roszszii címet viseli) főszerkesztője, valamint az 1885-ben alapított Sahmatnij Vesztnyik „örökös főszerkesztője”.

## Főbb művei
- Как решать шахматные этюды (1957) – Hogyan oldjunk meg sakkfeladványokat?
- Что надо знать об эндшпиле (1960) – Mit kell tudni a végjátékokról
- В поисках истины (Записки гроссмейстера) (1967) – Az igazság nyomában (egy nagymester feljegyzései)
- Шахматный самоучитель (1970) – Sakk önképzés
- Small Chess Dictionary (1980, Belgrád) (Kis sakkszótár)
- Шахматные окончания. Пешечные, слоновые, коневые (1956) – Sakkvégjátékok: gyalog, futár, huszár
- Шахматные окончания. Конь против слона, ладейные (1958) – Sakkvégjátékok: huszár futó ellen, bástya
- Шахматные окончания. Ферзевые, ладья против легкой фигуры (1962) – Sakkvégjátékok: vezér, bástya könnyűtiszt ellen
- Шахматные окончания 1–5. (Sakkvégjátékok 1–5.)
- Матч на первенство мира: Мерано-81 (1982) – Világbajnoki páros mérkőzés: Merano–81
- Schachtaktik für Fortgeschrittene (1983, Berlin) – Fejlett sakktaktika
- Избранные партии (1998) – Válogatott játszmák
- Школа середины игры (2000) – A középjáték iskolája
- Школа эндшпиля (2000) – A végjáték iskolája
- Шахматная Академия (2002) – Sakk akadémia
- Шахматы на сцене и за кулисами (2003) – Sakk a színpadon és a színfalak mögött
- О чём молчат фигуры (2007) – Miről hallgatnak a figurák?
- Жизнь шахматиста в системе. Воспоминания гроссмейстера (2012) – Egy sakkoző élete a rendszerben. Egy nagymester emlékiratai

### Magyarul
- Jurij Averbah–Mihail Bejlin: Utazás a sakk királyságban; Magyar Sakkszövetség, Budapest, 2017